# نبرد میشنری ریج
نبرد میشنری ریج (انگلیسی: Battle of Missionary Ridge) نبردی است از مجموعه درگیری‌های منتسب به جنگ داخلی آمریکا که در تاریخ ۲۵ نوامبر سال ۱۸۶۳ به وقوع پیوست. ارتش اتحادیه تحت رهبری ژنرال یولیسیز سایمن گرانت توانست در این نبرد به پیروزی دست یابد.